# Sacacoyo
Sacacoyo es un distrito en La Libertad Oeste,  La Libertad, que está entre Cantón Lourdes y Sonsonate, colinda con las municipalidades de Colón, Ciudad Arce, Jayaque, Tepecoyo, y Armenia.
| Censo | Población | Cambio | Porcentaje |
| ----- | --------- | ------ | ---------- |
| 2007  | 12 299    | N/D    | N/D        |
| 2024  | 15 915    | 3 616  | 29.4%      |

## Toponimia
El nombre de Sacacoyo significa "Camino de zacates y coyoles" en  náhuat, de zacat, zacate; coyo, coyol o corazón de árbol, y o, othi, camino.

## Historia
La fundación de esta comunidad data de la época precolombina y fue llevada a cabo por pueblos nahuas.
La Ciudad de Sacacoyo ocupa el plan que forma una loma muy hermosa llamada Mazacatepec una palabra náhuat que significa: "Cerro de cañas y venados", de mazat: venado; acat: caña; y tepec: cerro.

### Época colonial
En 1550 Sacacoyo tenía unos 300 habitantes.
De acuerdo a la relación geográfica hecha en 1740 por el alcalde mayor de San Salvador, Manuel de Gálvez Corral, en el pueblo de San Simón Sacacoyo había una población de 12 indios y se cultivaba maíz y algodón y criaban gallinas, el pueblo de San Antonio Ateos, hoy el Cantón Ateos, tenía una población de 28 indios y en él se cultivaba maíz, se criaban gallinas y habían siembras de tabaco.
El 1807, según el corregidor intendente don Antonio Gutiérrez y Ulloa, Sacacoyo era "pueblo de indios [...] de muy corta población y sus jornaleros de las haciendas de añil.

### Pos-independencia
Entre 1835 y 1842 se le llamaba Coyito o Collito, para diferenciarlo de Tepecoyo, un municipio vecino.
En el 13 de mayo de 1889, durante la administración de Francisco Menéndez Valdivieso se inauguró la Estación de Ateos, estuvieron presentes el presidente, el secretario de fomento, el gobernador de Sonsonate y los comandantes de los departamentos de La Libertad y Sonsonate. Esta estación acercó más la conexión del ferrocarril de Sonsonate a San Salvador y Santa Ana. El tren entraba y salía dos veces al día.
Extinción del municipio
Durante la administración de don Pedro José Escalón y por decreto legislativo de 12 de abril de 1905, se extinguieron los pueblo de Sacacoyo y Jicalapa, y se anexaron como cantones al municipio de Tepecoyo.
Re-erección del municipio
En el 11 de mayo de 1907, la Asamblea Nacional Legislativa emitió un decreto legislativo que restituye el título de pueblo al cantón de Sacacoyo; es segregado de la jurisdicción de Tepecoyo y a la vez es anexado al pueblo de Sacacoyo el valle de Ateos, segregando a este de la jurisdicción de Colón. El presidente Fernando Figueroa sancionó el decreto en el 23 de mayo.
Transición de título
Tuvieron que transcurrir más de 90 años para que la Asamblea Legislativa durante la administración de don Pedro Leopoldo Montoya y por decreto legislativo #658 de fecha 26 de octubre de 2005 le otorgara a Sacacoyo el título de villa.

## Geografía
División Administrativa:
El municipio cuenta con 3 cantones:
- Ateos
- Buena Vista
- La Montañita

## Galería

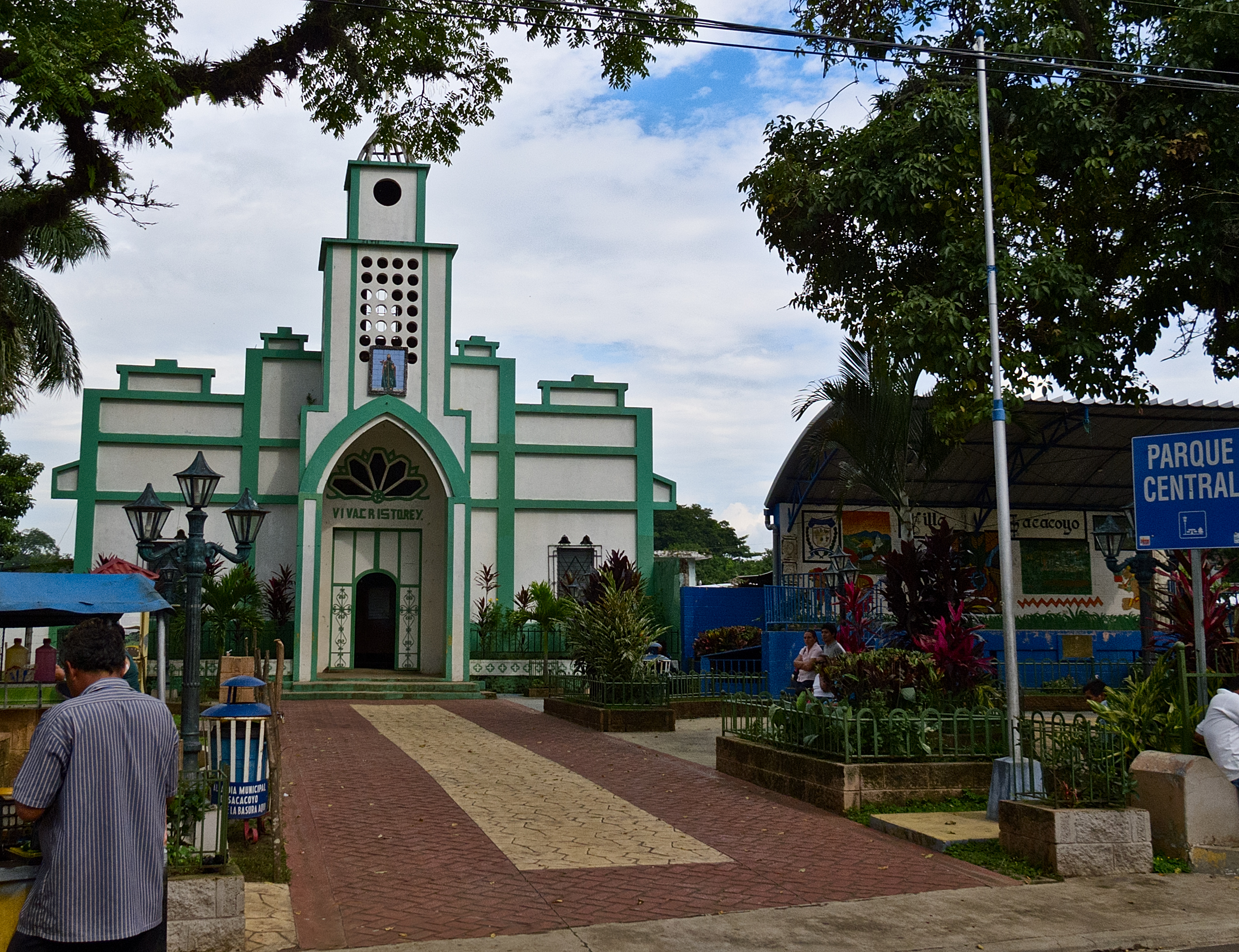
El parque central de Sacacoyo
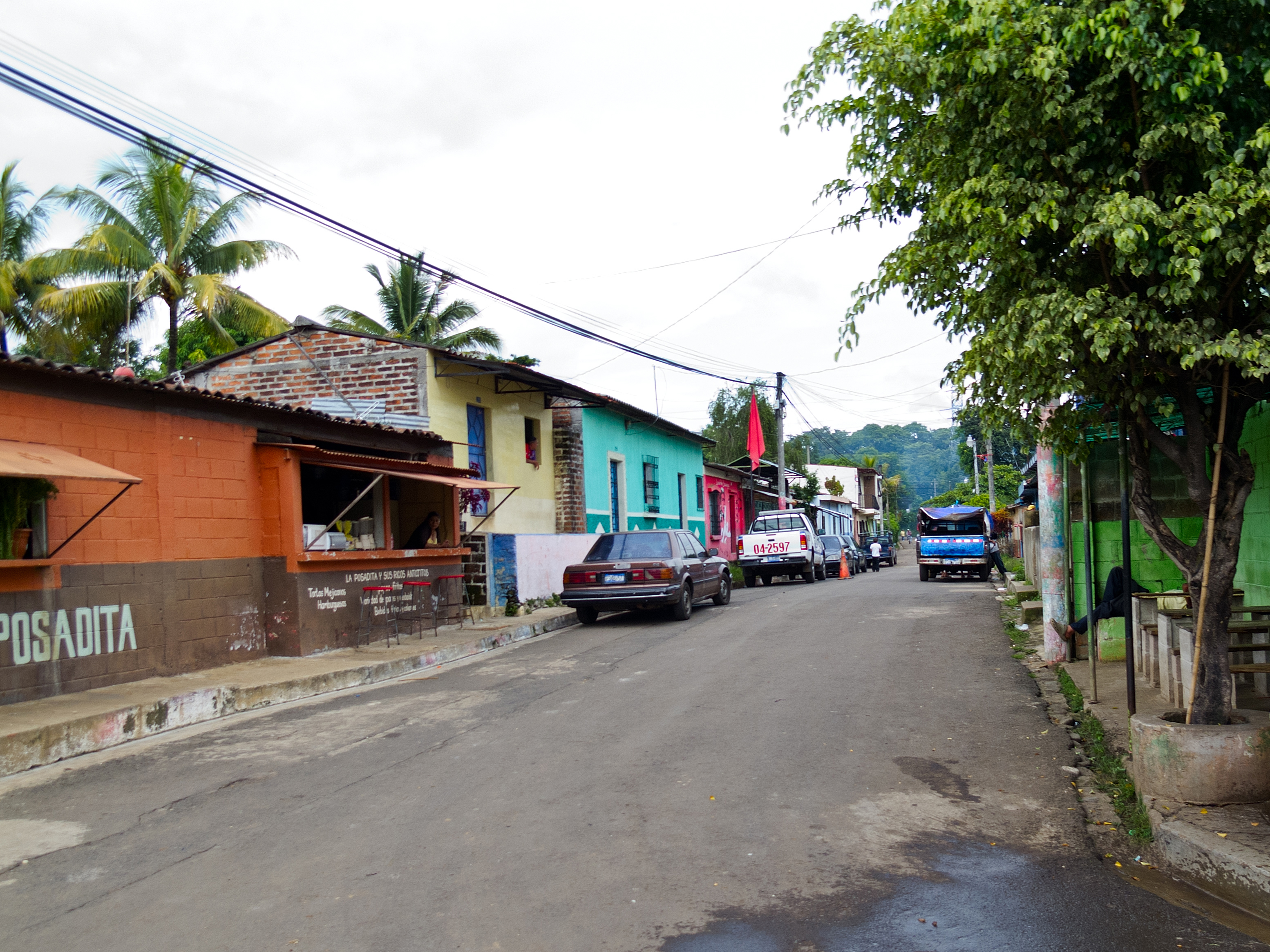
Calles de Sacacoyo
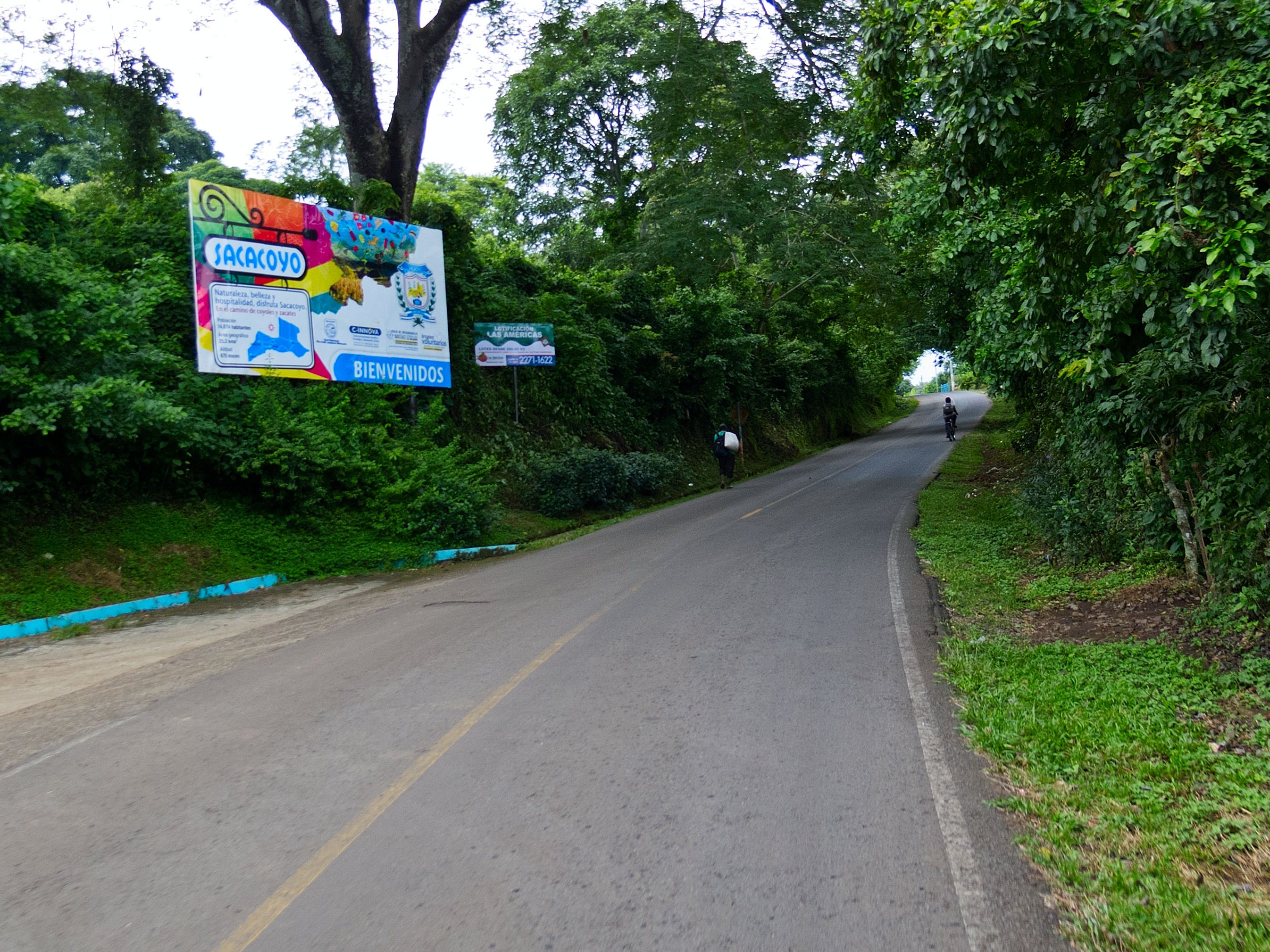
La Entrada de Sacacoyo
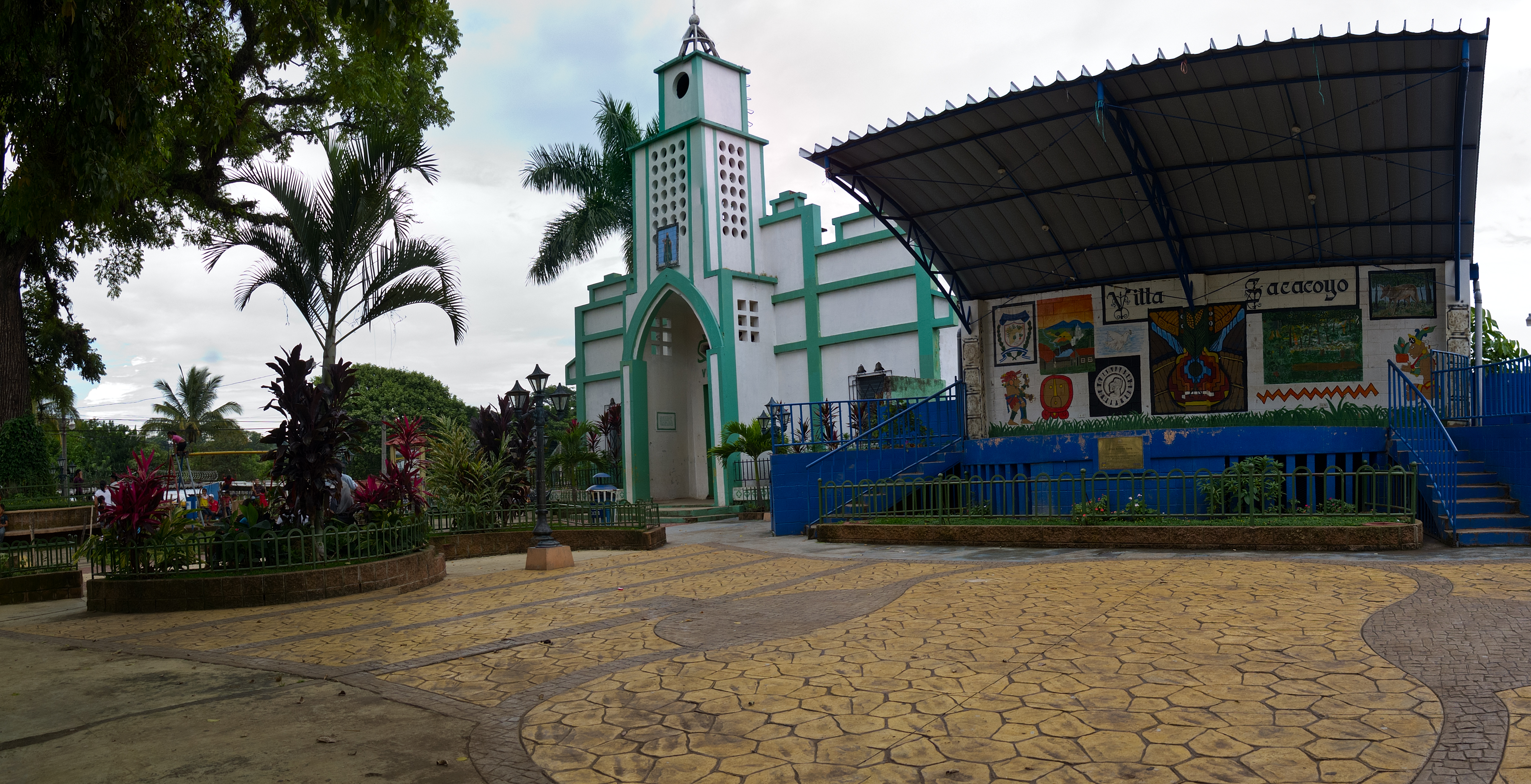
Otra vista del parque central de Sacacoyo
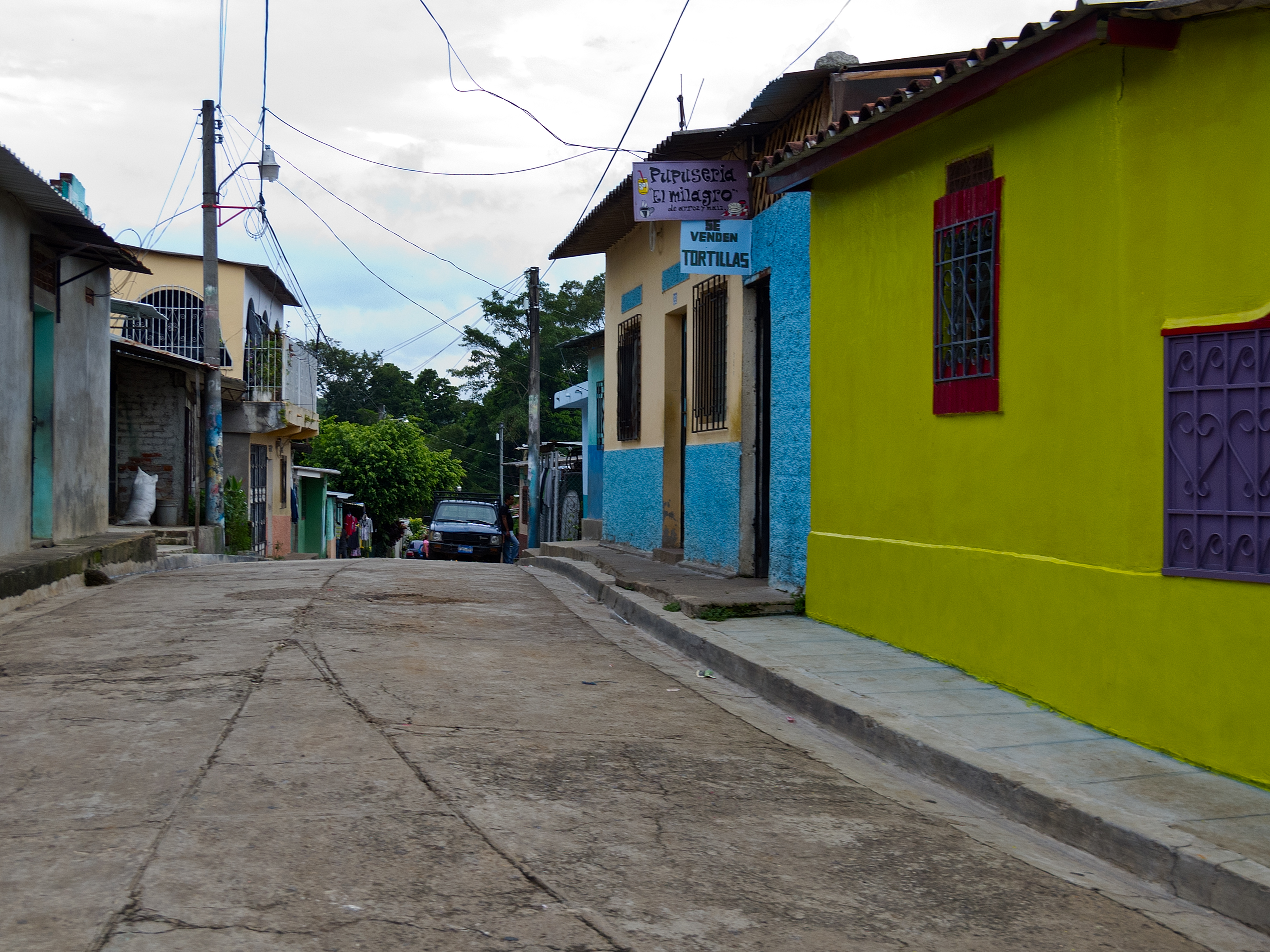
Calles de Sacacoyo
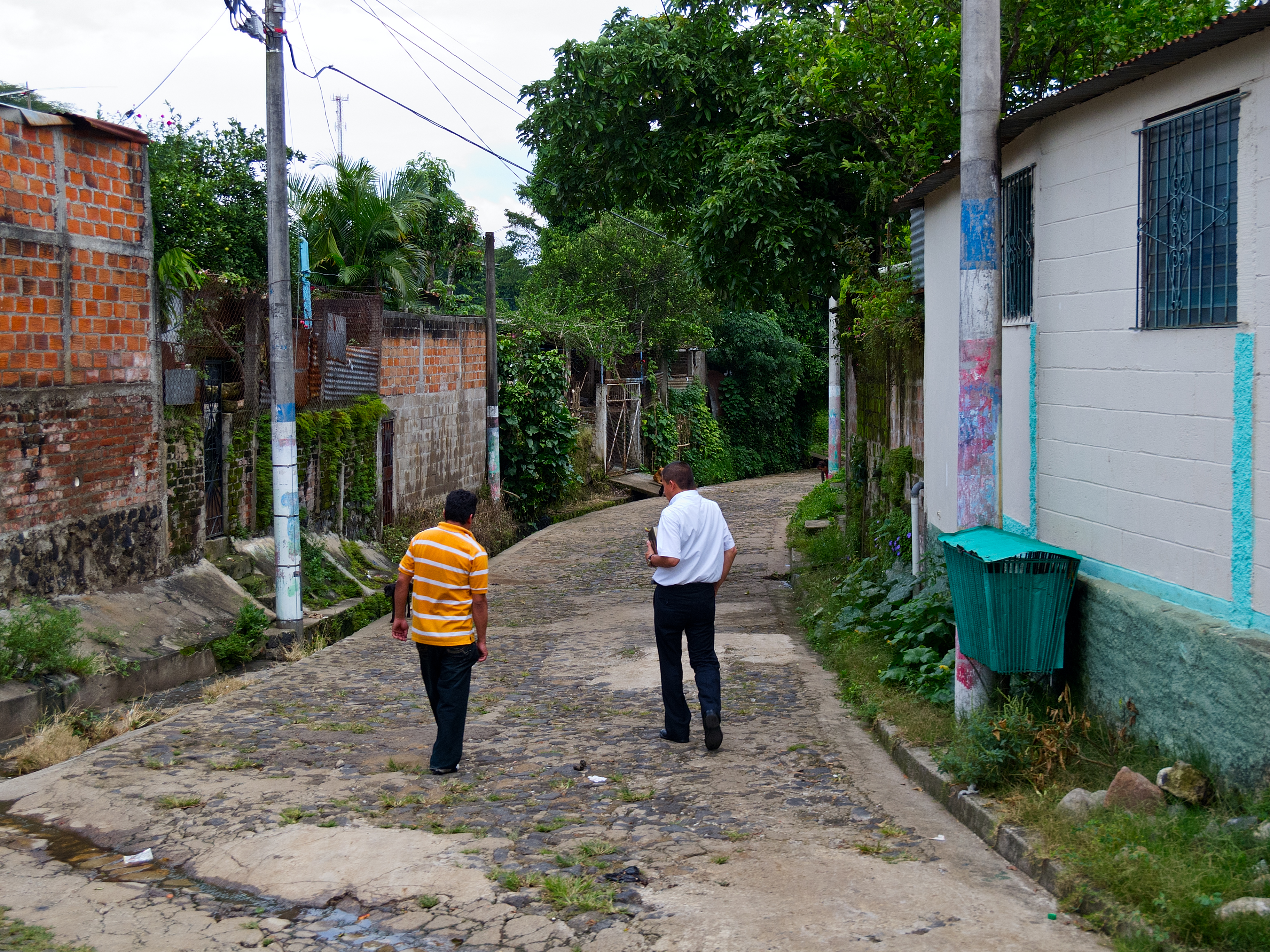
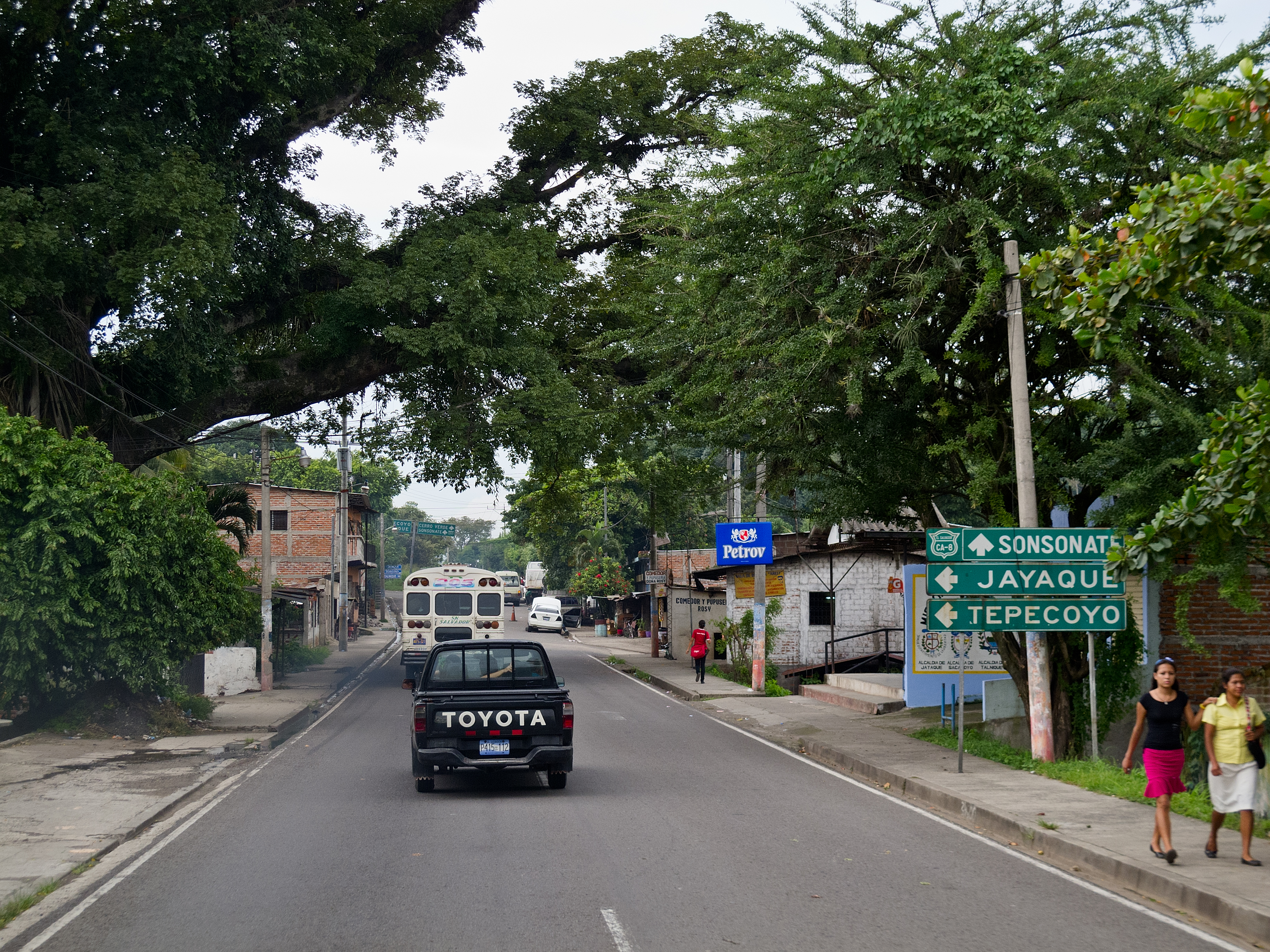
Ateos (cantón de Sacacoyo)
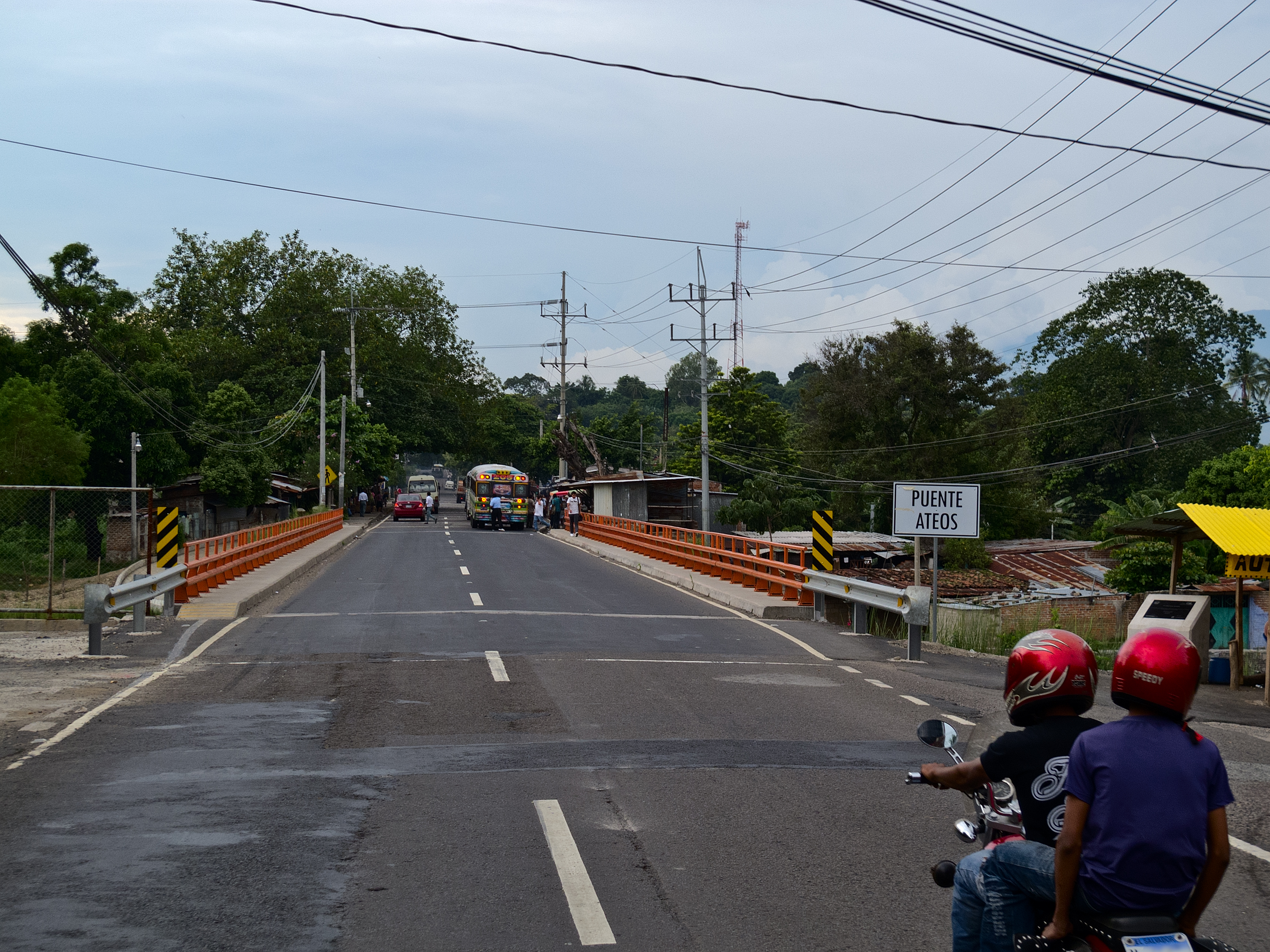
La entrada de Ateos
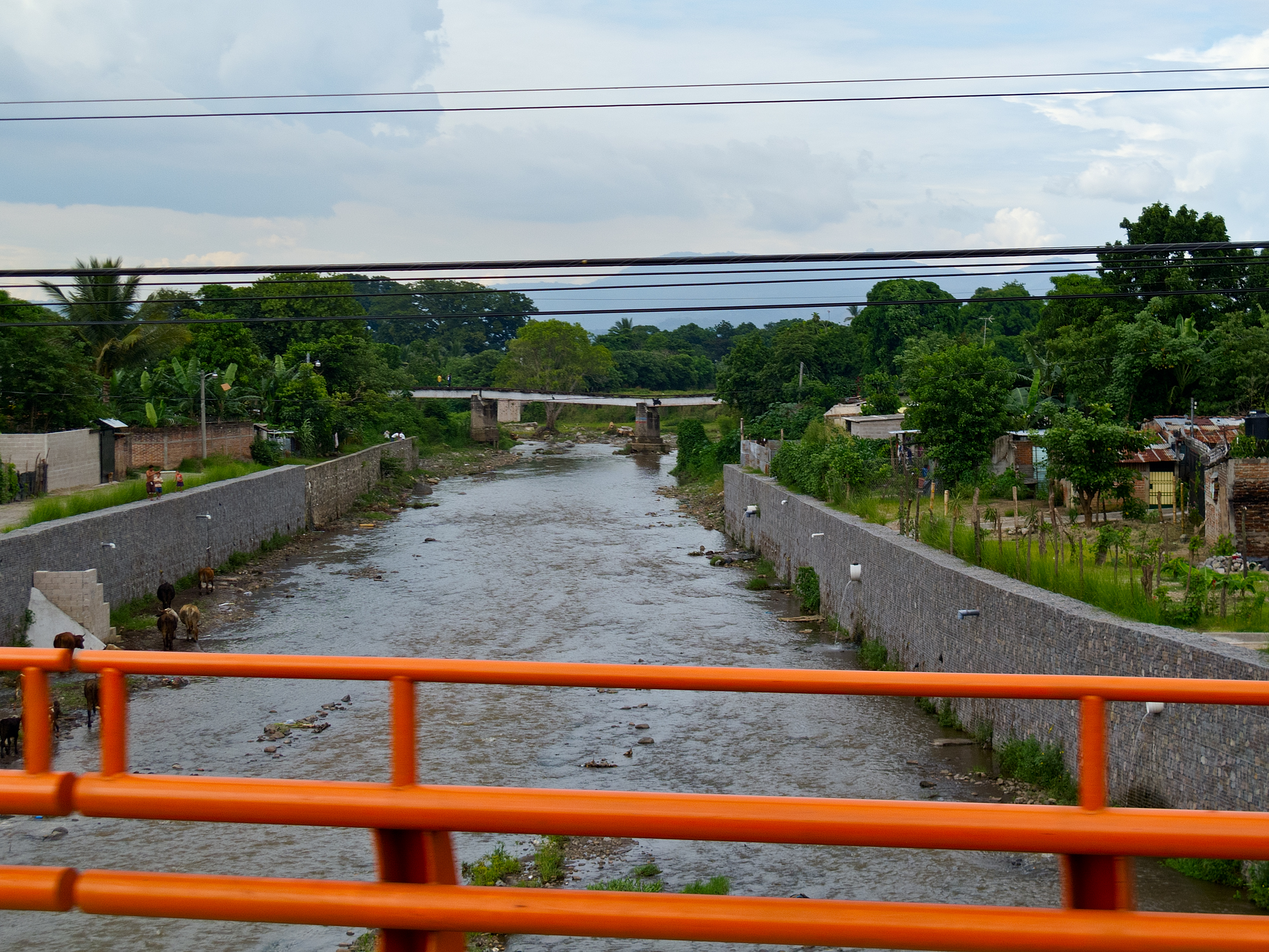
El río Ateos